# アラスカ国境問題

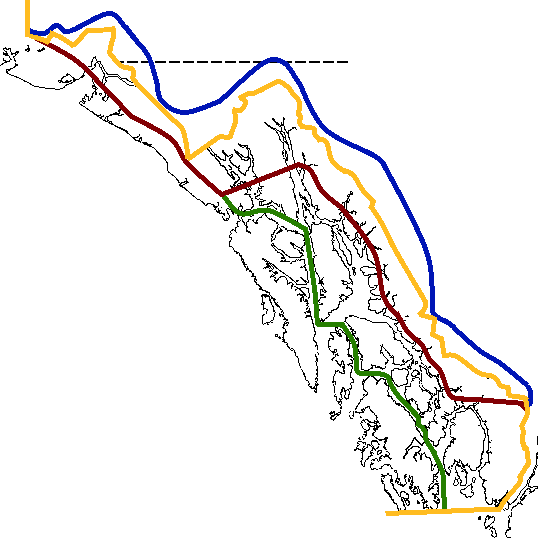
1903年調停前のアラスカ・パンハンドルにおける国境線の主張。青線はアメリカ合衆国の主張、赤線はカナダとイギリスの主張、緑線はブリティッシュコロンビア州の主張。黄線が現在の国境。

アラスカ国境問題（アラスカこっきょうもんだい、英:Alaska boundary dispute）は、19世紀から20世紀初頭にかけてのアメリカ合衆国とカナダ（当時はその外交問題をロンドンが担当するイギリス自治領だった）の間の境界論争である。地方レベルでは合衆国はアラスカ（当時はアラスカ地区）であり、カナダ側はブリティッシュコロンビア州とユーコン準州との間の論争だった。この問題は1903年に調停で解決された。論争は合衆国による1867年のアラスカ購入のときから引き継いでおり、さらに遡れば、1821年以来ロシアとイギリスの間で続いていたものだった。

## 歴史
1825年、ロシアとイギリスはそれぞれ領有する植民地の境界を定義する条約に調印した。この条約の一部を下記に挙げる。
この「海岸に平行する山脈」というかなり曖昧な文章についてはさらに次の定義があった。
条約のこの部分は実際には、正確な境界線を引くというよりも、将来この地域に境界を確立させるための基本原則について同意したものだった。
アメリカ合衆国が1867年にアラスカを購入し、ブリティッシュコロンビア州が1871年にカナダに加入した後で、カナダが測量を要求したが、合衆国は費用が掛かると言って拒否した。境界線の地域は大変遠く、人口も疎らだったので、当時は経済的あるいは戦略的な興味が無かった。1898年、連邦政府は妥協案に同意したが、ブリティッシュコロンビア州政府が拒否した。アメリカ合衆国大統領ウィリアム・マッキンリーはヘインズ近くの港を恒久的に借用する提案をしたが、カナダがその妥協案を拒否した。
この頃にクロンダイク・ゴールドラッシュのために地域全体の人口が猛烈に増えて、3万人に達したがほとんどはアメリカ人だった。
この地域の重要性が増し、正確な境界を設定することが望まれるようになった。カナダ市民は土地の領有権主張を行うことの抑止力として合衆国に苦しめられていたという主張がある。最終的に1903年、ヘイ＝ハーバート条約で6人のメンバー、3人がアメリカ人、2人がカナダ人で1人がイギリス人の混合裁決機関に決定を委ねた。
この問題の主要な法的事項は境界の元になるものとして海岸山脈のどの定義を選ぶか、すなわち、「10海洋リーグ」はフィヨルドの先端から測るのか、あるいはフィヨルドの入り口を横切る基本線から測るのかということだった。
投票は数回同数となり、クリスマス・シーズンが近付いてきて、イギリスの調停委員アルバーストーン子爵リチャード・ウェブスターがこの基本問題でアメリカの側に賛成した。ただし、最終的に合意された境界線はアメリカの主張する最大線からはかなり小さくなるものに落ち着いた（大まかにはアメリカの最大線とイギリスとカナダの最大線の中間に妥協された）。アラスカ・パンハンドル地域（タッシェンシニ・アルセク地域）はブリティッシュコロンビア州本土と完全に飛び地にはならなかった。

## カナダでの議論
カナダの代議員がアルバーストーン卿に翻弄されたことになったので、抗議の意味でカナダの判事は1903年10月20日に発行された裁定書に署名を拒否し、激しい反英感情がカナダで起こった。その結果は植民地支配から分離しようというカナダ民族主義の高まりとなった。
この決定に苛立ったカナダ首相ウィルフリド・ローリエ卿は、カナダに条約を作る権限が無いことがその国際的な権利を維持することを難しくしていると主張したが、直ぐに行動は取らず、状況は変わらなかった。カナダがヴェルサイユ条約の独立した署名国となり、更に後にウィリアム・ライアン・マッケンジー・キング首相が1921年に外交政策について独立した態度を取るようになって事態が変化した。論争の直ぐ後の時代、カナダ人の怒りは徐々に鎮まっていったが、調停書によって喚起された合衆国に対する不信は1911年の「相互選出」における自由貿易の拒否に繋がった。それでもアラスカ問題の決着は合衆国とイギリスの間の相互理解を進め、カナダにとっては第一次世界大戦での利点として働いた。
イギリスは、ベネズエラの境界問題で合衆国と取引していたので、合衆国を怒らせたくなかったために、アメリカの側に就いて終わらせ、クロンダイク・ゴールドラッシュはカナダ政府にとって利益の無いものになった。